# Henri Bource

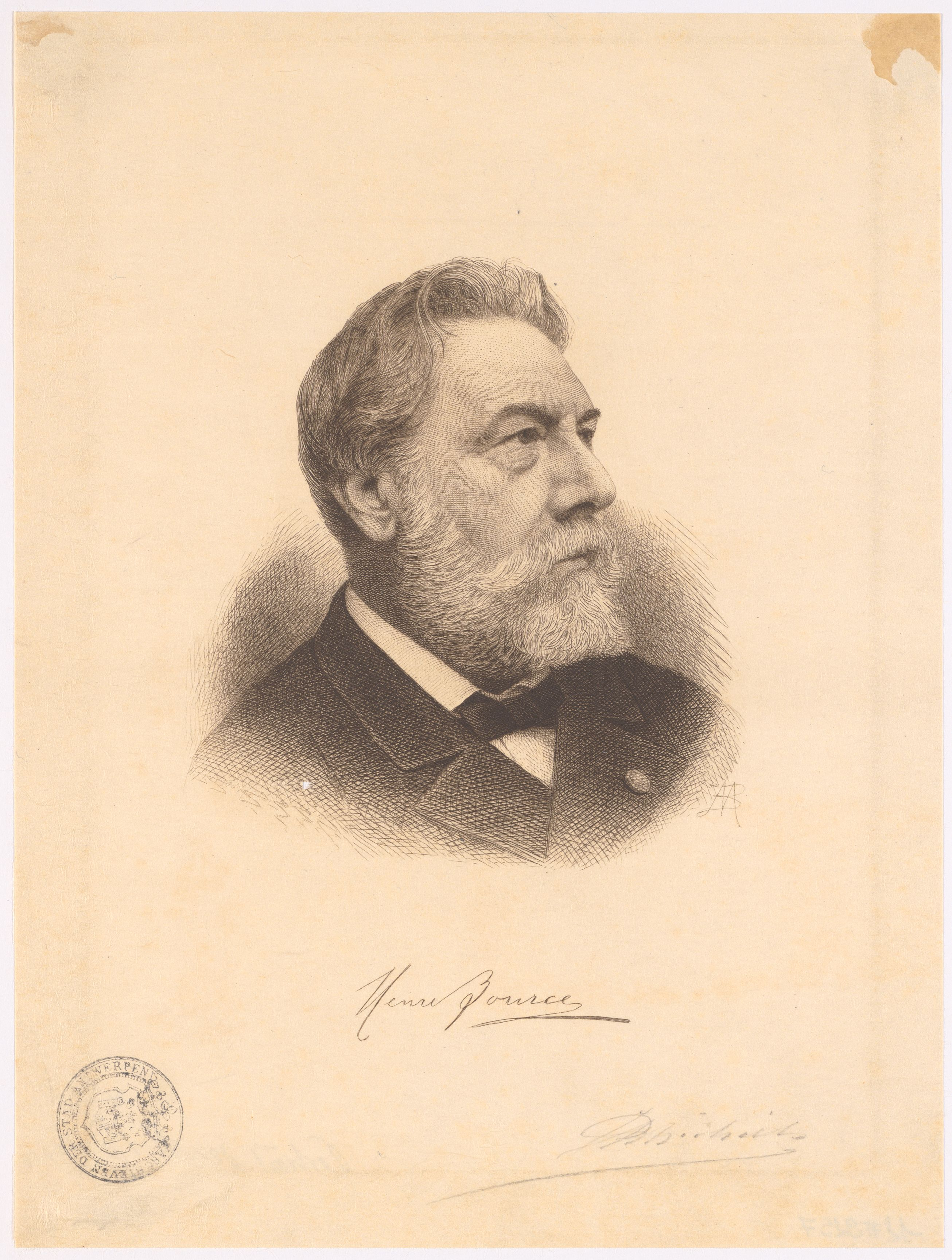
Henri Bource (1826-1899); schilder, Jean Baptiste Michiels, collectie Felixarchief

Henri-Jacques Bource (Antwerpen, 2 december 1826 - aldaar, 25 oktober 1899) was een Belgisch kunstschilder. Hij maakte vooral portretten, genrewerken, landschappen en visserstaferelen. Zijn werk werd beïnvloed door de romantiek en de Haagse School.

## Leven en werk

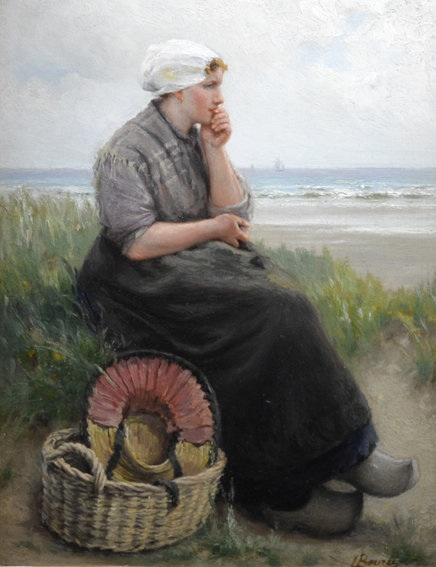
Meisje met deken aan het strand

Bource studeerde aan de Koninklijke Academie voor Schone Kunsten van Antwerpen, onder andere bij de romantici Gustaaf Wappers en Edward Dujardin. Later, in 1857-1858, verbleef hij in Parijs, waar hij werkte met Ary Scheffer.
Bource begon zijn carrière als portrettist. Regelmatig reisde hij naar andere Europese landen, zoals Zwitserland, Noorwegen, Schotland, Italië en Duitsland, waar hij landschappen schilderde. Ook maakte hij enkele historisch taferelen. Vanaf de jaren 1870 verbleef hij veelvuldig in Den Haag en schilderde daar daar vooral het plaatselijke vissersleven van Scheveningen, onder invloed van de schilders van de Haagse School.
Bource won diverse prijzen en exposeerde vanaf in 1875 meerdere malen in de Parijse salon. Hij overleed in 1899 op 73-jarige leeftijd. Zijn werk is onder andere te zien in het Koninklijk Museum voor Schone Kunsten Antwerpen, het Gentse Museum voor Schone Kunsten (Gent) en het Gemeentemuseum te Den Haag.

## Scheveningse werken

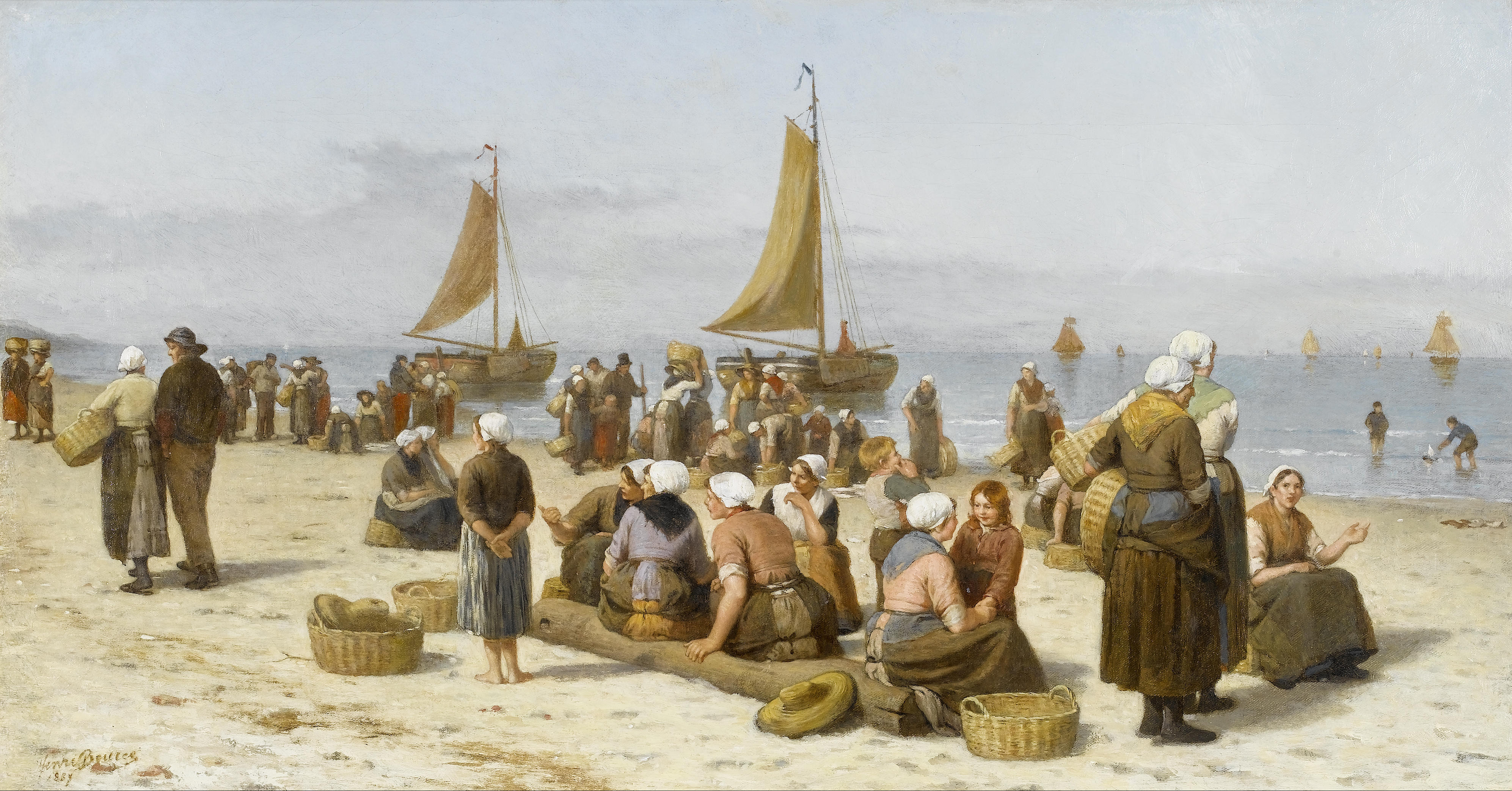
Terugkeer van de vissers, Scheveningen, 1887
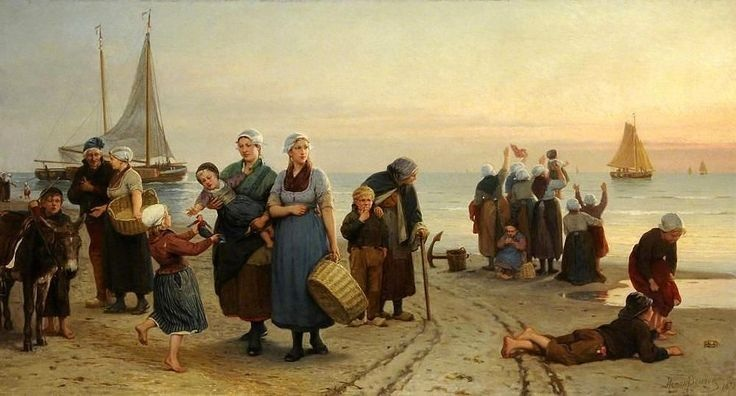
Uitzwaaien, circa 1880